# كيد روميو
كيد روميو (بالإنجليزية: Kid Romeo)‏ هو مصارع محترف أمريكي، ولد في 1975 في ميامي في الولايات المتحدة.

## روابط خارجية
- كيد روميو على موقع CageMatch worker (الإنجليزية)